# Arex Rex Zero 1
Arex Rex Zero 1は、スロベニアの銃器メーカーであるArex社が開発した自動拳銃である。

## 概要
Rex Zero 1はスロベニアのArex社が開発した同社初の自動拳銃である。基本的なデザインはSIGザウアー製のP226と似通っているが、中国北方工業公司で製造されたNP-22などの所謂デッドコピーとは異なり自社での独自設計である為、殆どの部品は流用することができない。
P226との差異としては、P226におけるスライドストップの部分がマニュアルセーフティになっている、スライドストップがデコッキングレバーとしての機能を兼ね備えている、などの点が挙げられる。
フレームの素材はアルミニウムを採用しており、アメリカでの代理店であるFIME Groupは本銃の耐久寿命について、約30000発の射撃に耐えられると公表している。
スライドのカラーはブラックとニッケルの二色が、フレームのカラーはブラック、ニッケル、フォリッジグリーン、フラットダークアース、グレーの五色が用意されており、豊富なカラーバリエーションから選択することができる。

## バリエーション
スタンダード（1S）
4.25インチバレルを装備したフルサイズモデル。
タクティカル（1T）
ハイプロファイル仕様のサイトとスレーテッドバレルを装備したモデル。
コンパクト（1CP）
全長、全高共にスタンダードより10mm小型化したモデル。
タクティカルコンパクト（1TC）
コンパクトのタクティカル仕様。
コンバット
3.85インチバレルを装備したモデル。
Rex Alpha
Rex Zero 1をベースに開発された射撃競技用モデル。
Rex 765
.32ACP弾を使用する姉妹モデル。現在はカタログ落ちしている。

## 採用国
- スロベニア：スロベニア軍の将校および兵士が1Sを装備。[1]
- ポーランド：ポーランド警察が1CPを965丁導入。[2]

## その他
2016年のアメリカ合衆国大統領選挙の最終討論直前、Arex社の販売代理店であるFIME Groupは、カスタムグリップを装着したRex Zero 1Sをマイク・ペンスを通じてドナルド・トランプに贈呈した。なお、このカスタムグリップは白頭鷲と星条旗を模したレリーフと共に、「Make America Great Again」の標語が刻まれている。